# Kąty Węgierskie
Kąty Węgierskie is een plaats in het Poolse district  Legionowski, woiwodschap Mazovië. De plaats maakt deel uit van de gemeente Nieporęt en telt 461 inwoners.